# Pachycondyla javana
Pachycondyla javana är en myrart som först beskrevs av Mayr 1867.  Pachycondyla javana ingår i släktet Pachycondyla och familjen myror. Inga underarter finns listade i Catalogue of Life.

## Bildgalleri